# Cyathea manilensis
Cyathea manilensis là một loài thực vật có mạch trong họ Cyatheaceae. Loài này được (C. Presl) Domin mô tả khoa học đầu tiên năm 1929.